# Cink-oxid
A cink-oxid (képlete ZnO) a cink oxigénnel alkotott vegyülete, oxidja. Fehér por, kis mértékben sárgás árnyalatú. Hevítés hatására sárga színű lesz, de ha lehűtik, visszanyeri a fehér színét. Vízben gyakorlatilag oldhatatlan, de savakban és erős bázisokban feloldódik, tehát amfoter tulajdonságú. Oldódik nátrium-klorid vizes oldatában is. Nedvszívó hatású, a levegőn szén-dioxidot is elnyel.

## Kémiai tulajdonságai
Ha savakban oldódik, cinksókká alakul.
{\displaystyle \mathrm {ZnO+2\ HCl\rightarrow ZnCl_{2}+H_{2}O} }
Amfoter vegyület, ugyanis erős bázisok is feloldják, velük szemben gyenge savként viselkedik. Ha bázisokkal reagál, vízben oldódó cinkátokká alakul.
Magasabb hőmérsékleten hidrogén, szén és szén-monoxid hatására cinkké redukálódik. Magasabb hőmérsékleten szintén redukálják az alkálifémek, a magnézium és az alumínium, a reakció heves.

## Előfordulása a természetben
A természetben a vörös cinkérc vagy cinkit ásványként fordul elő. Ez hatszöges kristályokat alkot. Vörös színét az okozza, hogy mangánt tartalmaz.

## Előállítása
Ha a cinket a levegőn elégetik, finom fehér porként cink-oxid keletkezik.
{\displaystyle \mathrm {2\ Zn+O_{2}\rightarrow 2\ ZnO} }
Előállítható cink-szulfátból is, úgy, hogy az oldatához nátrium-karbonátot adnak, és ezzel az oldatból cinkkarbonát csapadékot választanak le. A csapadékot kimossák, majd izzítják, hogy cink-oxiddá alakuljon.

## Felhasználása
A cink-oxidot olajfestékekben használják horganyfehér néven. Jó a fedőképessége. Felhasználják cinksók előállítására is. A cink-oxalát hevítésével előállított cink-oxidot katalizátorként alkalmazzák a szén-monoxidból és hidrogénből kiinduló metanolgyártásnál. Hintőporként használják a kozmetikában. Az orvosi gyakorlatban cinkkenőcsként és ragtapaszként alkalmazzák. A gumiiparban a legtöbb kaucsuk vulkanizálásakor aktivátorként, klórtartalmú kaucsukok vulkanizálásakor (pl. kloroprén-, klórbutilkaucsuk) vulkanizálószerként használják.